# Miquel Vidal
Miquel Vidal i Guardiola (Barcelona, 1891 - Lisboa, 1950) fue un político y economista de Cataluña, España.
Estudió en los jesuitas y se licenció en Derecho en la Universidad de Barcelona en 1906. Especializado en derecho tributario, en 1907 sucedió a Pedro Corominas como jefe del Negociado de finanzas del ayuntamiento de Barcelona y fue profesor de la Escuela de Altos Estudios Mercantiles y de la escuela de la administración de la Mancomunidad de Cataluña, trabajando para el Ministerio de Economía y Hacienda. Vinculado doctrinalmente a Georg von Schanz y Max von Heckel, publicó artículos de economía y tributación en El Diluvio, La Vanguardia y Diari Mercantil (1932-1935).
Ideológicamente cercano a la Lliga Regionalista, colaboró con Francesc Cambó en la constitución de la Compañía Hispano-Americana de Electricidad en 1920, a partir de una sociedad alemana, y fue el traductor al catalán del discurso de Albert Einstein en el ayuntamiento de Barcelona en 1923. Durante la Segunda República militó en la Lliga Catalana, en la que formó parte del consejo de gobierno y con la que fue elegido diputado en las elecciones generales de 1933 y en las elecciones al Parlamento de Cataluña de 1932. En las elecciones generales de 1936 fue elegido diputado por el Frente Catalán de Orden.

## Obras
- La reforma de los impuestos directos en Prusia (1891-1893) ante el estado actual de la tributación española (1910)
- Programa de l'assignatura de la teoria de la Hisenda Pública (1921)